# Кревекёр-ан-Ож
Кревекёр-ан-Ож (фр. Crèvecoeur-en-Auge) — коммуна во Франции, находится в регионе Нижняя Нормандия. Департамент коммуны — Кальвадос. Входит в состав кантона Мезидон-Канон. Округ коммуны — Лизьё.
Код INSEE коммуны — 14201.

## Население
Население коммуны на 2010 год составляло 515 человек.
| 1962 | 1968 | 1975 | 1982 | 1990 | 1999 | 2010 |
| ---- | ---- | ---- | ---- | ---- | ---- | ---- |
| 526  | 537  | 489  | 515  | 554  | 502  | 515  |

## Экономика
В 2010 году среди 296 человек трудоспособного возраста (15—64 лет) 216 были экономически активными, 80 — неактивными (показатель активности — 73,0 %, в 1999 году было 69,6 %). Из 216 активных жителей работали 185 человек (103 мужчины и 82 женщины), безработных было 31 (23 мужчины и 8 женщин). Среди 80 неактивных 20 человек были учениками или студентами, 23 — пенсионерами, 37 были неактивными по другим причинам.